# STK Varaždin
STK Varaždin je hrvatski stolnoteniski klub iz Varaždina.

## Uspjesi
Najveći uspjeh u povijesti ovog kluba do 2012. godine je igranje u završnici hrvatskog prvenstva 2011./2012. godine. Izgubile su od višestrukih prvakinja zagrebačke HASTK Mladost Iskon.

## Poznate igračice
- Bojana Poljak, igrala za hrvatsku reprezentaciju, osvojila europska odličja[2]
- Petra Petek, hrvatska seniorska reprezentativka[2]
- Anja Novak[3][2]